# NGC 7836
NGC 7836 is een onregelmatig sterrenstelsel in het sterrenbeeld Andromeda. Het hemelobject werd op 20 september 1885 ontdekt door de Amerikaanse astronoom Lewis A. Swift.

## Synoniemen
- UGC 65
- IRAS 00054+3247
- MK 336
- KUG 0005+327
- ZWG 499.51
- NPM1G +32.0005
- ZWG 498.79
- PGC 608